# Cyananthus integer
Cyananthus integer är en klockväxtart som beskrevs av Nathaniel Wallich och George Bentham. Cyananthus integer ingår i släktet Cyananthus, och familjen klockväxter. Inga underarter finns listade i Catalogue of Life.